# Bérriz
La anteiglesia de Bérriz (oficialmente en euskera: Berriz) es un municipio de la provincia de Vizcaya, País Vasco, España, perteneciente a la comarca del Duranguesado, con una población de 4695 habitantes, según los datos del INE correspondientes al año 2017. La extensión del municipio es de 29.95 km².

## Topónimo
Bérriz pertenece a la serie de topónimos vascos que tienen una terminación en -iz. Julio Caro Baroja defendía que la mayor parte de estos topónimos provenían de un nombre propio unido al sufijo latino -icus declinado.
En la zona vasconavarra Caro Baroja consideraba que los sufijos -oz, -ez e -iz aplicados a la toponimia indicaban que en la antigüedad el lugar había sido propiedad de la persona cuyo nombre aparecía unido al sufijo, pudiéndose remontar su origen desde la Edad Media hasta la época del Imperio romano.
En el caso de Bérriz, Julio Caro Baroja propuso que ese nombre podría provenir de Verrius, un nombre latino documentado. Así si al nombre Verrius si se le añade el sufijo latino -icus que indica lo que es perteneciente a este, se podría obtener Verricus. A partir de ese nombre se podría reconstruir el origen de Bérriz. Verricus podría ser también un hijo de Verrius. Lo propio de Verricus y de sus descendientes sería Verrici (genitivo de singular y nominativo de plural).
De ese Verrici se habría podido derivar el topónimo Verriz: Verrici->Verriz. De una evolución similar a la de ese sufijo latino -icus se habrían dado origen también los patronímicos utilizados en los idiomas latinos de la península ibérica.
Otra posible etimología del topónimo lo desliga de un origen latino y lo hace venir del euskera: Berriz podría venir de Be(h)e (bajo) y Oiz, en referencia al monte Oiz; es decir, "bajo Oiz" (en el sentido de "al pie de"), debido a la ubicación geográfica del municipio.
En los censos del siglo XIX el nombre de la localidad aparece principalmente como Verriz, aunque ya comenzó a aparecer transcrito el nombre del pueblo de otras formas. Tras establecer la Real Academia Española en 1763 la utilización del acento gráfico, comenzó a transcribirse el nombre del pueblo con tilde como Vérriz. También comenzó la costumbre de escribir el nombre del pueblo con b, como Bérriz. En los censos de 1857 y 1860 aparece el nombre del pueblo como Vérriz o Bérriz. No es hasta el censo de 1930 cuando el nombre del municipio se escribe ya de forma definitiva con b, como Bérriz, considerado actualmente su nombre formal en castellano.
En euskera el nombre del municipio se transcribe como Berriz, sin tilde, debido a que este signo gráfico no se utiliza en euskera. En la década de 1990 el ayuntamiento decidió oficializar la forma vasca del nombre, y desde entonces es oficialmente Berriz.
El gentilicio es berriztarra.

## Geografía
Integrado en la comarca del Duranguesado, se sitúa a 38 kilómetros de Bilbao. Se sitúa en la cuenca del río Zaldu, que es un afluente del río Ibaizábal. Los terrenos del municipio van ascendiendo por la ladera sur del monte Oiz, desde las orillas del río donde se asienta el núcleo urbano principal. Los numerosos riachuelos y regatos que bajan del Oiz y van a desembocar al Zaldu crean pequeños valles donde se han asentado pequeños barrios de caseríos, baserriak en euskera.

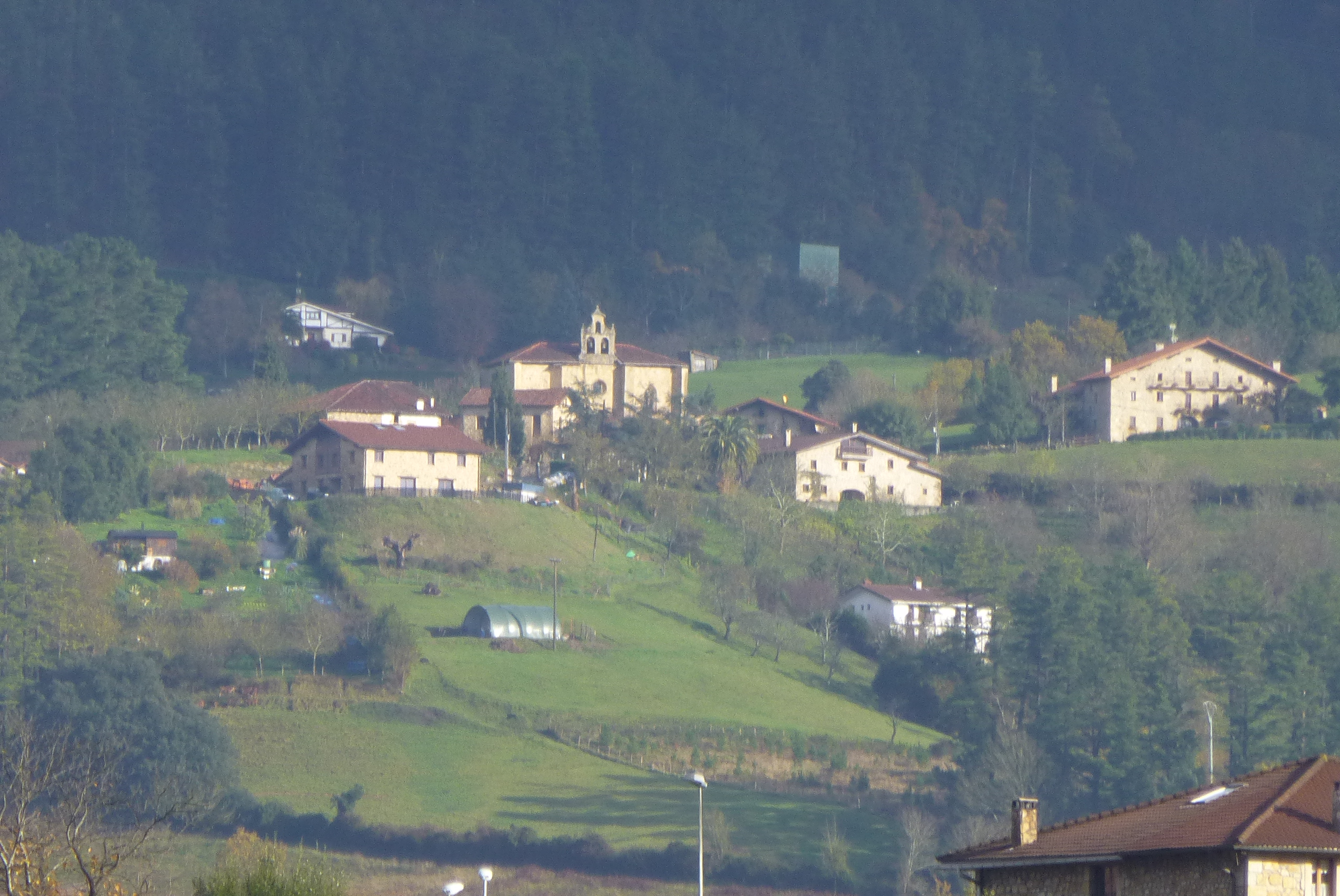
Barrio de Andikona

El municipio de Bérriz lo conforman varios barrios que se ubican en los pequeños valles que se forman en la falda sur del Oiz. El núcleo principal es Olakueta, de 3972 habitantes,  situado al borde de la carretera nacional que recorre el valle del Ibaizábal y en este punto, por el valle de su afluente, el Zaldu, va en busca del paso a Guipúzcoa. Los otros pequeños núcleos (antiguas cofradías) que componen el municipio son: Andikona, Eitua, Murgoitio, Okango, Sallobente y Sarria.
Las comunicaciones están centradas en la Autopista del Cantábrico (AP-8) y la carretera nacional N-634 que recorre el municipio de este a oeste entre los pK 74 y 77, permitiendo ambas la conexión con Bilbao y San Sebastián, así como con la cercana ciudad de Éibar y con Durango, que es la cabeza comarcal. La carretera BI-633, que une Durango con la comarca de Lea Artibai, pasa por el municipio y la carretera BI-3321 une Bérriz con Elorrio. La línea de ferrocarril de vía estrecha de Euskotren tiene estación, uniéndola con San Sebastián y Bilbao.
| Noroeste: Yurreta y Múgica | Norte: Munitibar-Arbatzegi Gerrikaitz y Cenarruza-Puebla de Bolívar | Nordeste: Mallavia |
| Oeste: Garay y Abadiano    |                                                                     | Este: Mallavia     |
| Suroeste: Abadiano         | Sur: Abadiano y Elorrio                                             | Sureste: Zaldívar  |

### Hidrografía

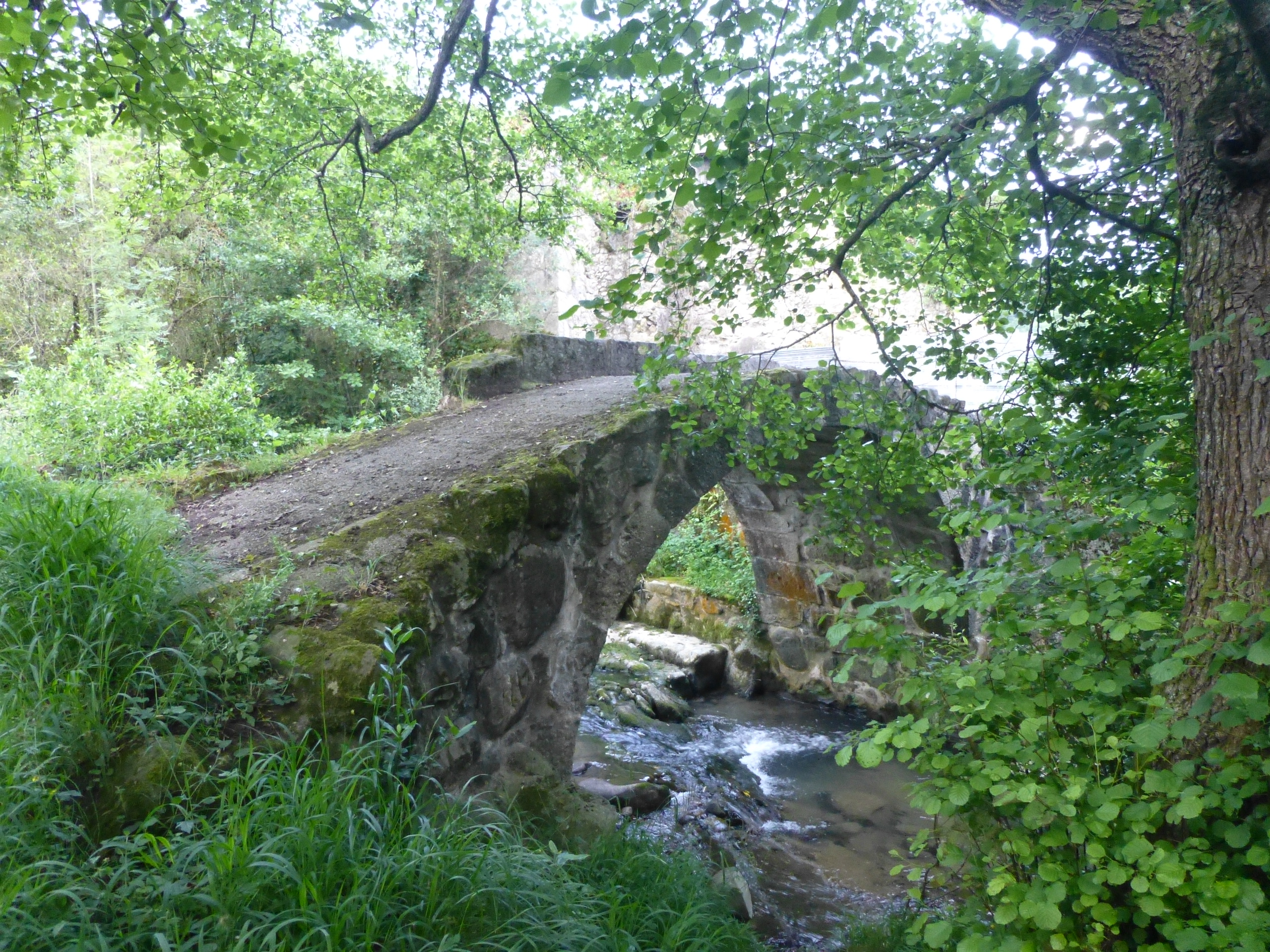
Puente de Erroteta

El río importante es el Zaldu erreka, que procede de la vecina Zaldibar. Este río que desemboca en el Ibaizábal, recibe a su paso por Bérriz numerosos afluentes, más o menos importantes, que bajan del Oiz. Estos ríos, relativamente caudalosos, se han venido explotando como fuerza motriz. En ellos se han construido pequeñas presas que han movido molinos y ferrerías que con el tiempo fueron convertidos en centrales eléctricas. Es destacable el complejo sistema de captación horizontal de aguas que se realiza en la cuenca del Arrierreka, que mediante una serie de canales horizontales dispuestos en la parte alta de la misma recoge el agua que conduce en unos tubos de presión hasta las centrales, pequeñas, dispuestas en el valle. El Arrierreka tiene poco más de 4 km de longitud y fluye con orientación norte sur, por la ladera sur del monte Oiz hasta desembocar en el Zaldu en Matiena. Se caracteriza por una fuerte pendiente que ha posibilitado su explotación hidráulica  a lo largo de la historia.
Son destacables los ríos Magunas, Ereña, Lariz, Oca, Oiz, Zaldibar y Akelkorta.

### Orografía
Frente a la impresionante pared de los montes del Duranguesado, con Anboto como máxima cota, se alza el Oiz (1026 m s. n. m.), cuya falda sur está ocupada por el municipio. Conforme las pendientes del Oiz se suavizan, se van produciendo pequeñas colinas que llenan el valle en su transición hacia las moles calizas de la sierra de Anboto. Entre esta pequeñas elevaciones destacan el monte Andikoaburu (604 m s. n. m.) y el Gaztelumendi (534 m s. n. m.). La altitud oscila entre los 1026 metros del Oiz, en el extremo norte del territorio, y los 130 metros a orillas del río Zaldu. El casco urbano se alza a 158 metros sobre el nivel del mar.

## Historia

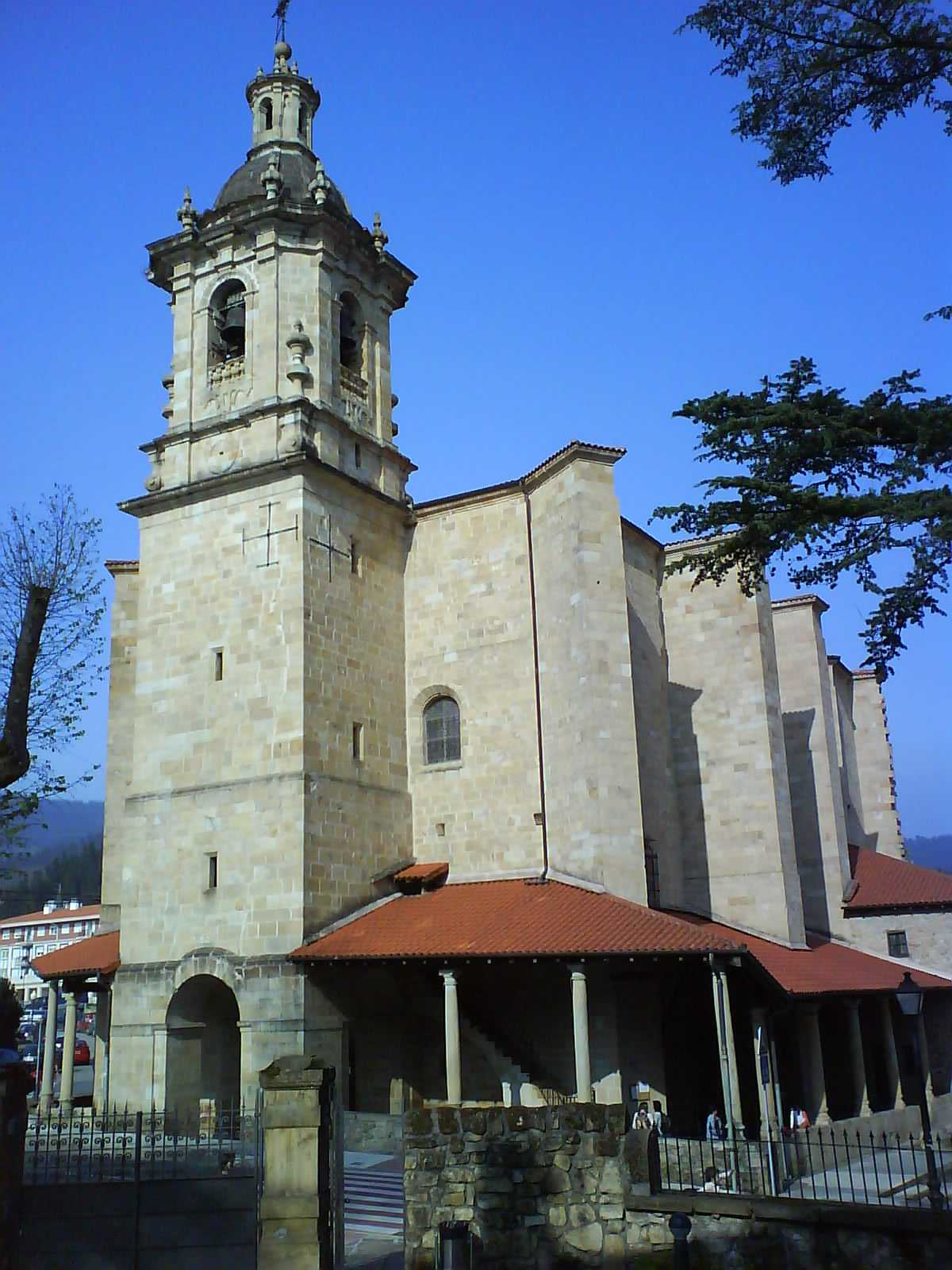
Iglesia parroquial de San Juan Evangelista

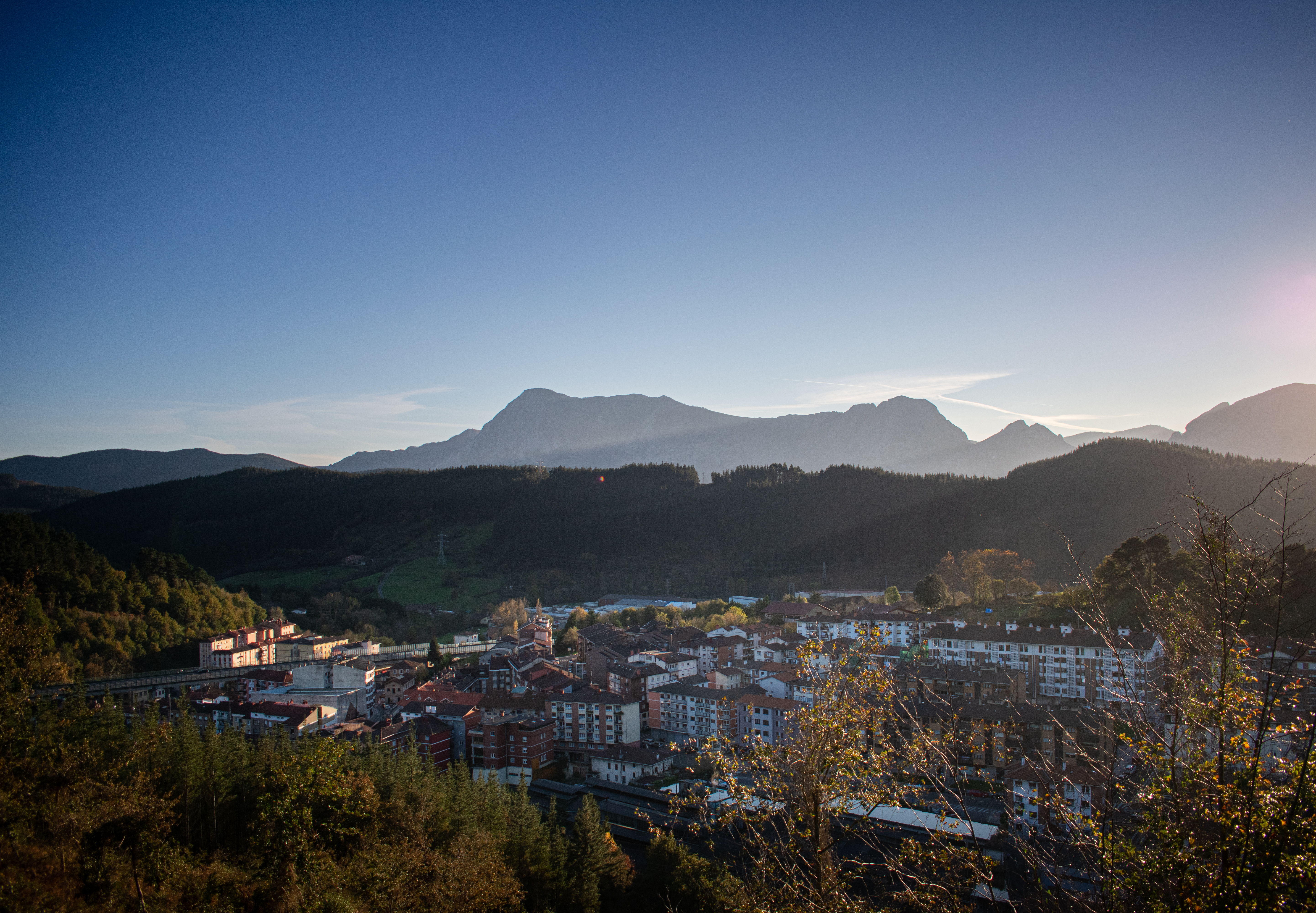
Berriz visto desde el monte de Legaño

Como con el resto de las anteiglesias de Vizcaya los orígenes de Bérriz se pierden en el tiempo. Los restos megalíticos que se extienden por las faldas del Oiz (los dólmenes de Iturzuriaga y Ama Birjiñen Baso y el túmulo de Ipinarrieta) son testimonio de la presencia humana en esta tierras en tiempos prehistóricos. Según se van asentando estas poblaciones se van creando pequeños núcleos, los cuales, con la llegada del cristianismo, realizarán pequeñas ermitas que se instalan en los lugares de culto anteriores, lo que formaría la denominada Tierra Llana de Bizkaia. En el siglo XVIII habría por lo menos quince. La presencia de cultos precristianos en estas ubicaciones queda avalada por el descubrimiento de estelas con representaciones de símbolos astrales en Murgoitio y Andikona (Bérriz).
La construcción de la iglesia parroquial en el siglo XII hace que el núcleo donde se encuentra adquiera autoridad sobre la periferia. De esta forma para el siglo XV ya solo hay seis cofradías o barrios formando parte de la anteiglesia: Sarria, Andikoa, Mendibil, Okango, Eitua y Murgoitio.
Su pertenencia a la Merindad de Durango, donde poseía asiento y derecho de voto en la Junta Generales de Gerediaga con el número X, establece su pertenencia al reino de Navarra hasta la ocupación, en 1076, por rey Alfonso VII de Castilla y posteriormente en 1200 por Alfonso VIII, que, en 1212, la cede al Señor de Vizcaya, Don Diego López II de Haro, como recompensa por los servicios prestados en la Batalla de Las Navas de Tolosa.
La familia de los Berriz dominaron la zona ya en tiempos de su pertenencia a Navarra. Hay documentación sobre Aznar Sánchez de Bérriz que sirvió a los Condes de Durango en el siglo XI. La cesión por parte del rey castellano del Duranguesado a los Señores de Vizcaya, hace que los caballeros de la casa Berriz pasen a servir a los Señores del Señorío, los Haro.
Del año 1000 al siglo XIII se abre una época de bonanza económica que trae consigo un crecimiento demográfico notable. La posterior recesión hace que se produzcan las condiciones para que estalle la Guerra de Bandos entre los diferentes señores feudales del Señorío, es la guerra entre los oñacinos y gamboínos. En 1353 Rodrigo de Berriz figura entre los principales exponentes del bando gamboíno, participación que se extenderá a sus descendencia. Los de Berriz también participaron activamente en la lucha contra los musulmanes y tuvieron un papel relevante en la toma de Antequera en 1410 que dio lugar a que, posteriormente, muchos descendientes de estos ocuparan cargos en diferentes ciudades andaluzas.
La alianza del pueblo llano con la monarquía contra el poder de los señores feudales pone fin a la guerra que se visualiza con el derribo, total o parcial, de las casa torres banderizas. De esta crisis los señores feudales se ven obligados a cambiar sus bases económicas y pasan servir a la monarquía mientras que el pueblo obtiene la hidalguía universal (igualdad con los antiguos jefes feudales y cierto estatus nobiliario) que le garantiza el fuero, esto abriría las puertas para la participación activa en todo lo referente a la administración y religión en los territorios castellanos, que eran muchos.
En Bérriz se documentan tres casas torres banderizas, la de Bérriz, la de Lariz y la de Arria que son reconvertidos en palacios renacentistas (siglo XVI). En el siglo XVI los vecinos acometen obras de remodelación de la iglesia, que lo cambian totalmente, la vieja construcción románica pasa a una moderna construcción renacentista. Esta época, que debía de ser próspera, da paso a una renovación de un buen número de ermitas de las muchas que tiene la anteiglesia. Entre ellas se construye, en 1560 el templo Andikona, inmenso y desproporcionado para un pequeño núcleo rural. El desarrollo de la comarca se muestra con un crecimiento industrial, molinos y ferrerías en el que Bérriz es protagonista privilegiado.
Los antiguos señores de Berriz, que siguen presentes en la vida del municipio se van conectando más con el núcleo urbano y en sucesivos cruces matrimoniales adoptan el apellido Gamboa en el siglo XVI y Villarreal en el siglo XVII cambiando de residencia, se van a Lequeitio, en 1650. Los Lariz harían lo propio mientras que los de Arria permanecen en él.
En el siglo XVIII se produce una crisis en el régimen foral y la clase pudiente empieza a realizar inversiones en el exterior, esto hace que se produzca una crisis económica en la anteiglesia donde la gente ve cómo se deterioran sus condiciones de vida. Esta crisis se agudiza a lo largo del siglo XIX con las diferentes contiendas que se producen en España. En esta crisis las cofradías se ven obligadas a vender tierras comunales que pasan a las clases más acomodadas. Estas circunstancias abocan a la emigración de la población de la anteiglesia.
El siglo XX se inicia con la reconversión de los viejos molinos y ferrerías en fábricas harineras y papeleras, algunos pasan a ser centrales eléctricas y se va ubicando industria en las tierras llanas del valle. El proceso industrializador conllevó la llegada al municipio de población procedente de otros lugares y con ello la vuelta a una estabilidad y crecimiento económico que ha ido pasando por las crisis industriales que se han producido a lo largo del siglo XX.

## Demografía
Bérriz cuenta con una población de 4600 habitantes (INE 2024).
| Gráfica de evolución demográfica de Bérriz entre 1842 y 2021 |
| |
| Población de derecho según los censos de población del INE Población de hecho según los censos de población del INEEn estos censos se denominaba Verriz: 1842, 1877, 1887, 1897, 1900, 1910 y 1920 En estos censos se denominaba Vérriz o Bérriz: 1857 y 1860 En estos censos se denominaba Bérriz: 1930, 1940, 1950, 1960, 1970 y 1981 |

## Economía
La economía de Bérriz está basada en el sector industrial. La ubicación del municipio, cercano a la ciudad de Éibar, que en los años 1950 y 60 realizó un enorme crecimiento industrial que acabó con la ubicación de muchas de sus industrias en el Duranguesado al precisar ampliaciones que los escasos terrenos eibarreses no podían aportar, así como la cercanía a la capital comarcal, han hecho de Bérriz un asentamiento de muchas fábricas, que cambiaron su carácter rural por el industrial.
El sector primario está establecido en los barrios periféricos que componen el municipio. Su explotación se realiza en régimen familiar y actualmente tiene un carácter secundario al combinarse ésta con el trabajo en las fábricas, bien ubicadas en el propio municipio o en la comarca. Hay una importante actividad forestal centrada en la explotación del pino insignis, así como alguna actividad minera, con minas de cuarzo en explotación, denominadas Asunción I y II.
En cuanto al sector secundario, la existencia de los numerosos ríos siempre ha proporcionado una cierta actividad industrial, por la explotación de los molinos o de ferrerías que proliferaron en esta tierras. Muchas de ellas se reconvirtieron en pequeñas plantas de generación eléctrica e incluso en molinos de papel, avanzando la industria papelera que luego se instalaría en la comarca. Como se ha expuesto arriba, la industria de transformación metálica es muy importante en el municipio. En la parte baja del valle se ha ubicado un buen número de fábricas de estampación, herramientas, muelles, elementos de la industria auxiliar del automóvil, etc., lo que le da a la anteiglesia un carácter netamente industrial, perfectamente acorde con el de su comarca y las vecinas.
El sector servicios tiene cierto desarrollo pero carece de cualquier especialización. Se centra en cubrir la necesidades básicas, ya que la cercanía de Éibar y Durango, así como de Bilbao, hacen que para cualquier cosa más especializada sus habitantes se desplacen a ellas.

## Símbolos
Hasta 1937 se conservaba una bandera del siglo XVIII. En 1952 se confeccionó, por iniciativa de la entonces marquesa de Berriz, María Teresa Aznar y González de Salazar, una nueva bandera a semejanza de la desaparecida pero sustituyendo los símbolos de San Pedro, patrón de Bérriz, que la vieja bandera llevaba en el centro, por unos referentes al folklore vasco, ya que esa bandera estaba destinada al grupo de danzas de la anteiglesia. En 1994, por orden del ayuntamiento, se confeccionó una nueva. Se han realizado varias copias para otros grupos de danzas de la localidad.
La bandera está configurada por cuadrados compuestos de triángulos, cuatro por cada cuadrado, siendo el triángulo de la izquierda de color verde, el superior de color azul, el de la derecha rosa y el de abajo amarillo. En el centro en un cuadrado blanco aparecen el escudo de Vizcaya y el de Bérriz sostenidos por un león y la inscripción Anteiglesia de Berriz; al otro lado figuran un txistu, un tambor, un atabal, una espada y una makila, en lugar de las llaves de San Pedro que figuraban en la original.

## Administración y política
| Partido político                                              | 2023   | 2023       | 2019   | 2019       | 2015   | 2015       | 2011   | 2011       | 2007   | 2007       | 2003        | 2003        | 1999    | 1999       | 1995   | 1995       | 1991  | 1991       |
| Partido político                                              | %      | Concejales | %      | Concejales | %      | Concejales | %      | Concejales | %      | Concejales | %           | Concejales  | %       | Concejales | %      | Concejales | %     | Concejales |
| Euzko Alderdi Jeltzalea-Partido Nacionalista Vasco (EAJ-PNV)  | 42,06  | 5          | 46,98  | 6          | 50,98  | 6          | 41,51  | 5          | 35,77  | 5          | 64,17       | 8           | 40,93   | 5          | 44,87  | 6          | 46,92 | 5          |
| Euskal Herria Bildu (EH Bildu)-Bildu                          | 36,70  | 4          | 30,37  | 3          | 33,93  | 4          | 38,56  | 5          | —      | —          | —           | —           | —       | —          | —      | —          | —     | —          |
| Partido Socialista de Euskadi-Euskadiko Ezkerra (PSE-EE PSOE) | 9,39   | 1          | 8,77   | 1          | 10,74  | 1          | 11,96  | 1          | 13,53  | 1          | 14,86       | 2           | 10,55   | 1          | 9,03   | 1          | 10,81 | 1          |
| Elkarrekin Podemos-Ezker Batua-Berdeak (EB-B)                 | 8,62   | 1          | 11,37  | 1          | —      | —          | —      | —          | 5,68   | 0          | 6,47        | 0           | —       | —          | 4,12   | 0          | —     | —          |
| Partido Popular del País Vasco (PP)                           | 1,24   | 0          | 1,66   | 0          | 2,13   | 0          | 5,82   | 0          | 6,58   | 0          | 12,67       | 1           | 7,22    | 0          | —      | —          | —     | —          |
| Eusko Abertzale Ekintza-Acción Nacionalista Vasca (EAE-ANV)   | —      | —          | —      | —          | —      | —          | —      | —          | 29,35  | 4          | —           | —           | —       | —          | —      | —          | —     | —          |
| Eusko Alkartasuna (EA)                                        | —      | —          | —      | —          | —      | —          | —      | —          | 6,99   | 1          | Con PNV     | Con PNV     | Con PNV | Con PNV    | 6,62   | 0          | 8,25  | 1          |
| Euskal Herritarrok (EH)-Herri Batasuna (HB)                   | —      | —          | —      | —          | —      | —          | —      | —          | —      | —          | Ilegalizado | Ilegalizado | 22,79   | 3          | 14,74  | 2          | 17,19 | 2          |
| Berrizko Indepeienteak (BI)                                   | —      | —          | —      | —          | —      | —          | —      | —          | —      | —          | —           | —           | 17,22   | 2          | 18,55  | 2          | —     | —          |
| Euskadiko Ezkerra (EE)                                        | PSE-EE | PSE-EE     | PSE-EE | PSE-EE     | PSE-EE | PSE-EE     | PSE-EE | PSE-EE     | PSE-EE | PSE-EE     | PSE-EE      | PSE-EE      | PSE-EE  | PSE-EE     | PSE-EE | PSE-EE     | 15,71 | 2          |

## Cultura

### Patrimonio
El patrimonio monumental de Bérriz tiene ejemplares dignos de mención tanto dentro de la arquitectura civil como religiosa.

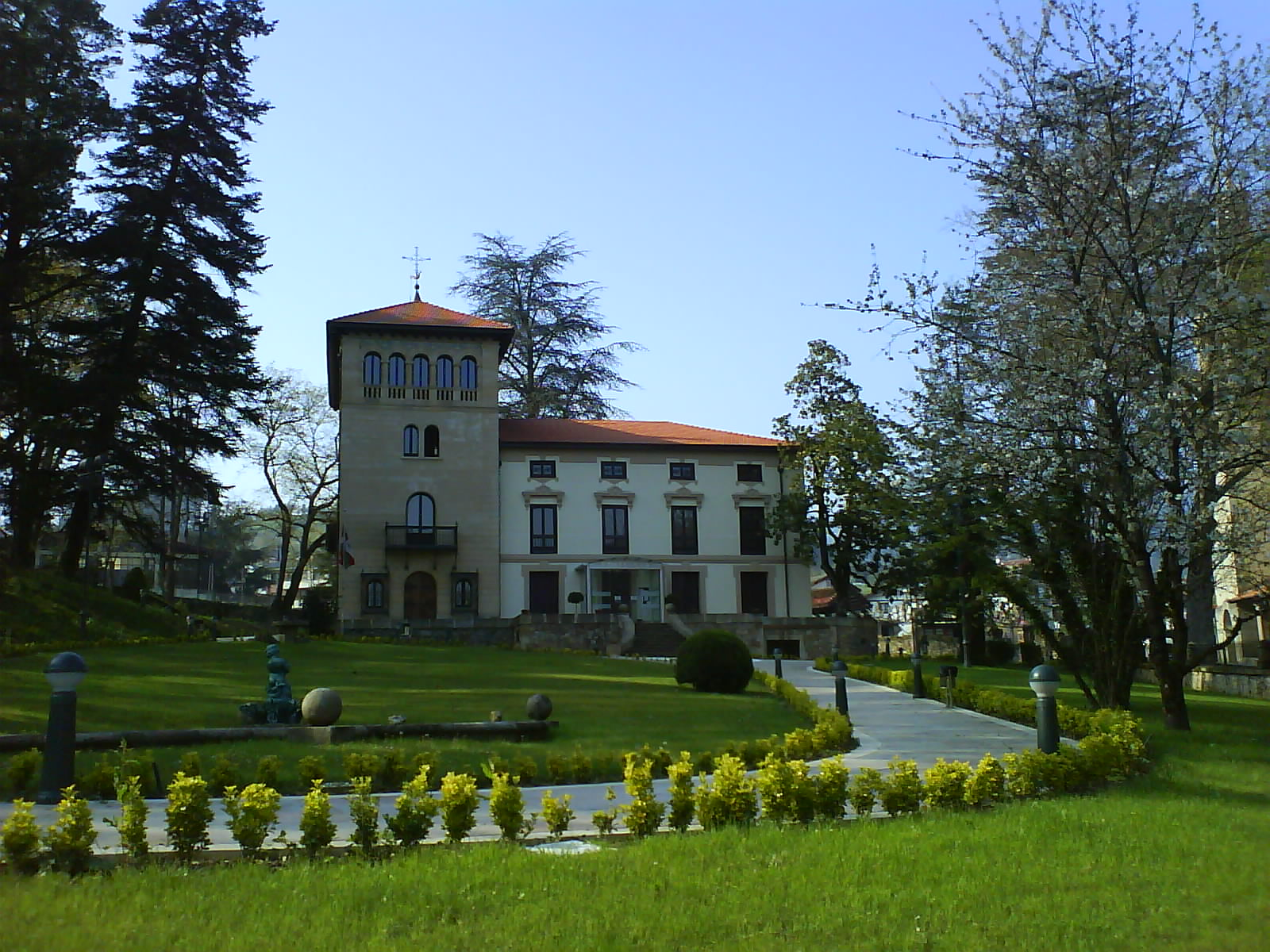
Casa torre de Bérriz, hoy Ayuntamiento

En lo civil destacan las casas torre y caseríos:
- Palacio de Berriz, cuyos orígenes como casa-torre se remontan al siglo IX. Perteneció a los Marqueses de Berriz hasta ser propiedad municipal. Hoy es sede del ayuntamiento.
- Casa torre de Lariz, situada en el barrio del mismo nombre, es de origen medieval y se reformó sustancialemente en torno a 1735. Es de planta cuadrada, presenta un imponente escudo de armas en su fachada principal y tiene ventanas labradas en las restantes.
- Casa torre Arria, situada en el barrio de Sarria, tiene aspecto de una fortaleza con paredes altas de piedra labrada.

En Berriz se conservan casas solariegas y caseríos que mantienen la estructura original. También hay una buena muestra de molinos y ferrerías, algunas de ellas reconvertidas en plantas de generación eléctrica y con una historia de diferentes usos, desde molino a planta generadora pasando por fábrica de papel como es el caso de Erroteta o la central hidroeléctrica, aún en funcionamiento, de Patala.
En lo religioso:

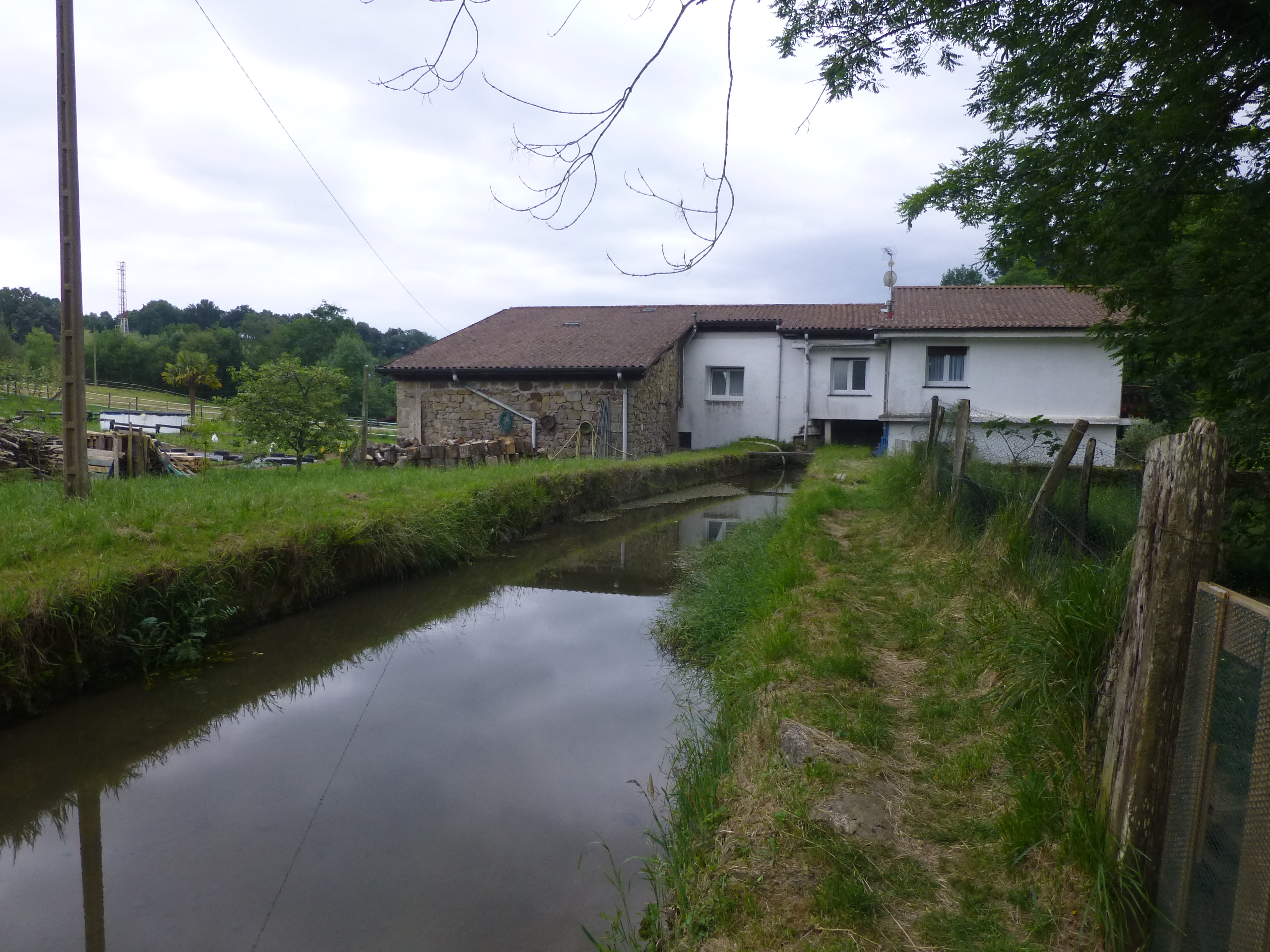
Molino de Errota

- Iglesia de Santa María de Andikona, también llamada Andra Mari de Andikoa, construida en 1560 es de estilo ojival decadente.  Consta de una sola nave abovedada en crucería apoyada en ménsulas historiadas. El acceso se realiza por un pórtico con columnas toscanas por el lado sur. La puerta se abre bajo un arco apuntalado de grandes dovelas, geminado y con detalle de tracería tardogótica. Sobre él se alza una espadaña de finales del siglo XVIII en la que figura al fecha de construcción. La sacristía está adosada al ábside. Tiene un magnífico retablo barroco con una virgen del siglo XV en la que hallan también las imágenes de San Martín y Santa Lucía.[12]

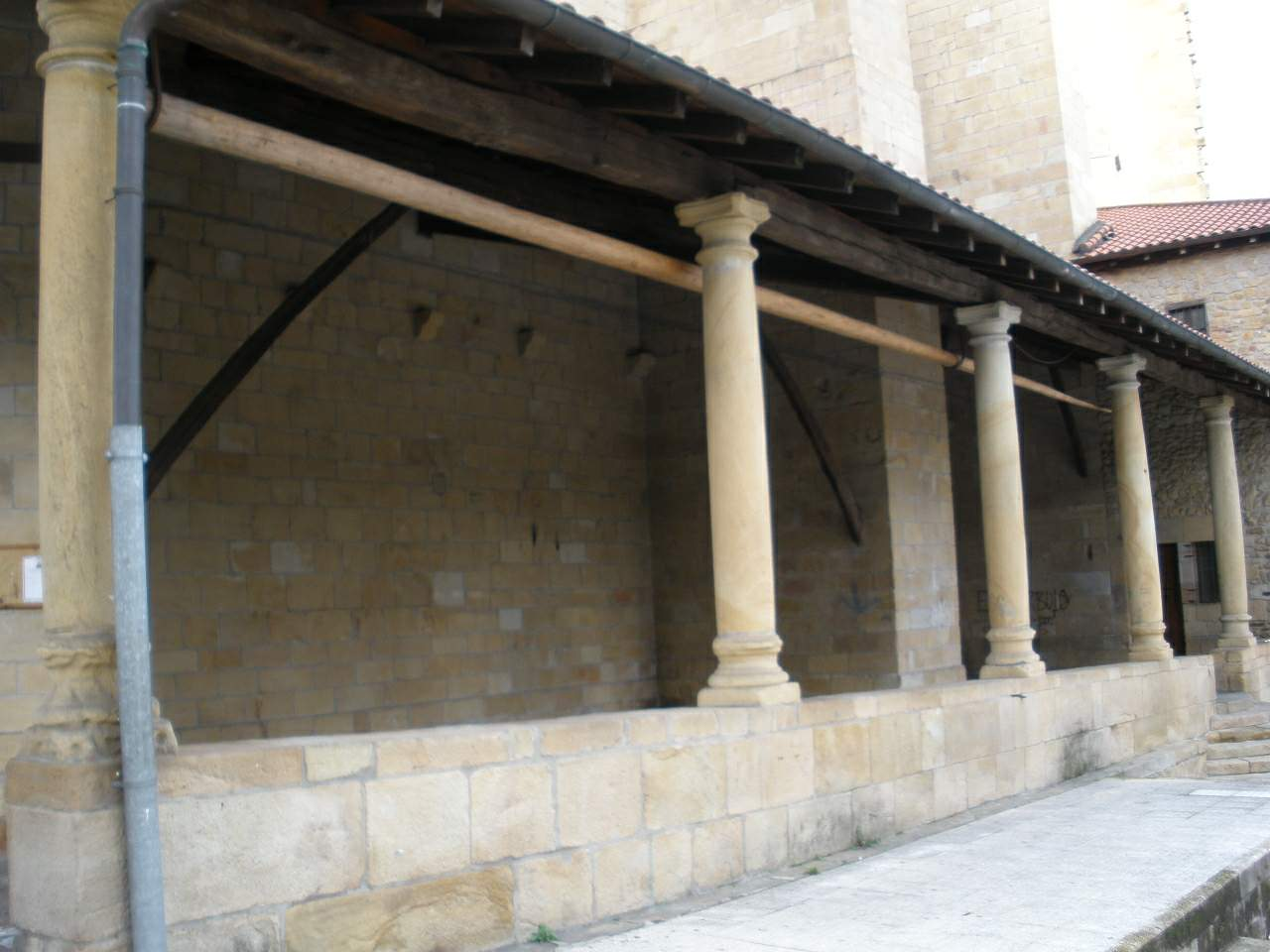
Iglesia de San Juan Evangelista

- Iglesia de San Juan Evangelista, data del siglo XII aunque fue totalmente reformada en el año 1550 dándole el aspecto renacentista actual. Cuenta con una espectacular pintura fechable en el siglo XVII y que puede relacionarse con Luca Giordano.

Hay doce ermitas repartidas que conforman el municipio, entre ellas estaca las ruinas de San Pedro de Legaño en donde se ha hallado una necrópolis altomedieval y la de San Juan Evangelista Zengotita con una lápida funeraria fechada en el siglo VII u VIII, las otras diez son, los Santos Antonios de Olacueta, San Juan Bautista de Murgoitio,  San Lorenzo de Mendíbil-Sallobente, Ascensión de Urdaya, San Cristóbal de Górliz, San Jorge de Ametzu, San Pedro de Isuntza, San Martín de Lasuen y San Fausto de Aranguren.

#### Museo de Margarita María
En el convento de la Vera Cruz de las Madres Mercedarias se ubica el museo de Margarita María (María Pilar López de Maturana (1884-1934) fundadora del Instituto Misionero. este museo está dedicado a la vida y obra de Margarita María así como a su legado. También tiene presencia significativa la evolución de las Mercedarias Misioneras de Berriz. 
Un objetivo del museo es mostrar la actual realidad económico-social del mundo entorno de la gente que necesita ayuda para crear una conciencia social más participativa y solidaria.
El museo consta de siete salas dedicadas a diferentes temas:
- Sala 1: Orden de la Merced. Donde se expone la historia y finalidad de la Orden de la Merced, desde su creación a al presente.
- Sala 2: Los orígenes del convento. Exposición de la fundación en 1540 del convento de la Vera Cruz de Berriz y su posterior evolución.
- Sala 3: El arte en el convento. Expone las obras de arte que posee el convento y la historia del arte en el convento.
- Sala 4: Margarita María: Un corazón misionero. Sala dedicada a Margarita María y su labor.
- Sala 5: Margarita María: Semblanza. Sala dedicada a la biografía de Margarita María.
- Sala 6: Margarita María: La transformación del convento. La labor de Margarita María para abrir la orden de la Merced a las misiones.
- Sala 7: El mundo de las misiones. Exposición del mundo misionero y sus objetivos así como la actividad realizada por el convento de Berriz.[14]

### Fiestas
Bérriz celebra sus fiestas el 29 de junio y el 2 de julio.
Los diferentes barrios celebran las suyas en:
- Olakueta, 17 de enero, San Antonio.
- Andikoa, 2 de febrero, Candelaria y el domingo siguiente a la Ascensión.
- Murgoitio, 24 de junio, San Juan.
- Eitua, 13 de octubre, San Fausto y el domingo siguiente a San Pedro, San Pedro txiki.
- Okango, 29 de septiembre, San Miguel.
- Mendibil-Sallobente, 10 de agosto, San Lorenzo y el 10 de julio San Cristóbal txiki.
- Sarria, el domingo siguiente a la de Andikona, fiesta de Urdaiaga.